# Исламабадская фондовая биржа
Исламабадская фондовая биржа — третья крупнейшая фондовая биржа в Пакистане, расположенная в столице страны — Исламабаде. Была основана 25 октября 1989 года. Торги на бирже начались в июле 1992 года.

## Включённые в список компании
На данный момент, на бирже котируется 261 компания.